# IES l'Olivera
L'Institut l'Olivera és un centre educatiu a la Granadella (les Garrigues) que atén uns cent alumnes dels municipis de la Granadella, Bellaguarda, Bovera, Juncosa, Sarroca de Lleida, i els Torms. I a partir del curs 2019-2020, amb la possibilitat d'acollir estudiants també de Maials. El centre ofereix els quatre cursos de secundària, amb una sola línia, podent oferir una atenció als alumnes acurada i constant pel fet de disposar d'uns ratis força reduïts d'alumnes per aula.

## L'edifici
L'edifici on s'ubica l'institut és obra de l'arquitecte noucentista català Ignasi de Villalonga i Casañés, inclòs en l'Inventari del Patrimoni Arquitectònic de Catalunya. Edifici de finals dels anys 1940 a partir d'un projecte de 1945. El projecte presenta un cert gust de model constructius de les primera dècades del segle. És una construcció austera, sense elements superflus.Té una planta rectangular amb laterals de reduïdes dimensions a la zona de l'entrada.
El mur de l'entrada té un porxo i arcades que donen gran plasticitat al mur; destaca l'acabament ondulat remarcat per una motllura de pedra formant frontó trencat. Als laterals hi ha tot de finestres rectangulars, els dos nivells es diferencien exteriorment pels finestrals, quadrangulars els inferiors i en arcada, els tres superiors. Tot plegat està cobert a dues aigües a excepció dels laterals, a tres aigües. L'acabat és amb un sòcol de pedra i arrebossat per als murs.